# Mrowle Łąki
Mrowle Łąki este o arie protejată (sit de importanță comunitară — SCI) din Polonia întinsă pe o suprafață de 294,08 ha, integral pe uscat.

## Localizare
Centrul sitului Mrowle Łąki este situat la coordonatele 50°05′38″N 21°58′04″E / 50.0938°N 21.9677°E.

## Înființare
Situl Mrowle Łąki a fost declarat sit de importanță comunitară în octombrie 2009 pentru a proteja 5 specii de animale.

## Biodiversitate
Situată în ecoregiunea continentală, aria protejată conține 2 habitate naturale: Pajiști cu Molinia pe soluri calcaroase, turboase sau argilos-nămoloase (Molinion caeruleae), Fânețe de joasă altitudine (Alopecurus pratensis, Sanguisorba officinalis).
La baza desemnării sitului se află mai multe specii protejate:
- mamifere (1): castor (Castor fiber)
- nevertebrate (4): fluturele purpuriu (Lycaena dispar), Lycaena helle, Phengaris nausithous, Phengaris teleius

Pe lângă speciile protejate, pe teritoriul sitului au mai fost identificate 3 specii de plante.